# ذباب العث عريض البطن
ذباب العث عريض البطن (الاسم العلمي:Psychoda lativentris) هو نوع من الحشرات يتبع جنس فراشي المظهر من فصيلة فراشيات المظهر.